# Falatutahi
Falatutahi is een klein onbewoond eiland, een motu, in het oosten van het Tokelause atol Fakaofo. Het eiland is dicht bebost en slechts tien meter verwijderd van Vaiaha in het noorden en Lapa in het zuiden.
Akegamutu · Avaono · Falatutahi · Fale · Fenua Fala · Fenua Loa · Fugalei · Hakea · Hakea Mahaga · Heketai · Hugalu · Kaivai · Kapiomotu · Kauahua O Tanifa · Kavivave · Lapa · Logotaua · Manuafe · Manumea · Matakitoga · Metu · Motu Akea · Motu Iti · Motuloa · Motu Pelu · Mulifenua · Niue · Nukuheheke · Nukulakia · Nukumahaga Iti · Nukumahaga Lahi · Nukumatau · Ofuna · Olokalaga · Otafi Lahi · Otafi Loa · Otafi Loto · Otano · Pagai · Palea · Pataliga · Pukava · Tafolaelo · Talapeka · Te Afua Tau Lua · Te Afua Tau Tahi · Te Kau Afua O Humu · Te Lafu · Te Loto · Tenki · Te Papaloa · Vaiaha · Vini